# Діброва «Зелений дуб»
Діброва «Зелений дуб» — ботанічна пам'ятка природи місцевого значення в Україні. Розташована біля західної околиці села Кутянка Кременецького району Тернопільської області, в кв. 26 вид. 6 Суразького лісництва Кременецького держлісгоспу, в межах лісового урочища «Зелений дуб». 
Площа — 4,5 га. Оголошена об'єктом природно-заповідного фонду рішенням виконкому Тернопільської обласної ради від 5 листопада 1981 року № 589. Перебуває у віданні державного лісогосподарського об'єднання «Тернопільліс». 
Під охороною — ділянка дубово-соснових насаджень віком 180 років. Цінна у науковому, господарському та естетичному значеннях. 
У 2010 р. увійшла до складу заказника місцевого значення «Зелений дуб-2».